# عبد الجبار الجلبي
عبد الجبار الجلبي هو سياسي واقتصادي عراقي ولد في بغداد عام 1906، شغل مناصب وزارية خلال العهد الملكي في العراق.
كما شغل منصب العضو الإجرائي في مجلس الإعمار.